# 山梨県総務部
山梨県総務部（やまなしけんそうむぶ）は、山梨県に置かれている部局のひとつ。

## 所掌事務
県の財政運営をはじめ、県税の賦課・徴収、情報公開の推進、市町村振興、ICTの利活用の推進などの事業に取り組んでいるほか、県職員の人事、給与、研修、福利厚生、健康管理、県の組織編成、県庁舎や県有財産の管理、県の情報システムの管理など県庁内部管理の事務も行っている。

## 組織
- 人事課
- 職員厚生課
- 財政課
- 税務課
- 財産管理課
- 行政経営管理課
- 県民情報センター
- 市町村課
- 情報政策課
- 山梨県職員研修所
- 総合県税事務所